# Gelis stilatus
Gelis stilatus là một loài tò vò trong họ Ichneumonidae.